# Teply
Teply je priimek več znanih Slovencev:
- Bogo Teply (1900—1979), slavist in zgodovinar
- Ermin Teply (1902—1991), rudarski strokovnjak
- Marjan Teply kapetan Jugislovanske vojske v domovini